# Reeves (Louisiane)
Pour les articles homonymes, voir Reeves.
Reeves est un village de la paroisse d'Allen dans l'état de Louisiane aux États-Unis.
En 2020, sa population était de 221 habitants.